# Grand Londres
Greater London
Le Grand Londres (Greater London en anglais) est une subdivision administrative anglaise créée en 1965 pour administrer la région de la capitale britannique dont les 8 600 000 habitants en 2015 regroupent 82 % de la population de l'aire urbaine de Londres et environ 60 % de celle de l'aire métropolitaine de Londres. Son territoire, qui s'étend sur 1 572 kilomètres carrés, équivaut également depuis 1994 à une région d'Angleterre appelée « Londres » et à la circonscription de Londres au Parlement européen de 1999 jusqu'au Brexit le 31 décembre 2020.
Disposant d'un statut particulier en Angleterre, le Grand Londres est administré depuis 2000 par une collectivité locale qui dispose de larges responsabilités, l'Autorité du Grand Londres (Greater London Authority). Celle-ci est composée de l'Assemblée de Londres (London Assembly) et du maire de Londres, tous deux élus au suffrage universel direct. Avant 2000, la définition administrative et le degré d'autonomie du Grand Londres ont été variables.
Il est composé de 32 arrondissements (London boroughs) administrés par un conseil d'arrondissement (London Borough Council) et de la Cité de Londres (City of London), centre originel de l'agglomération qui dispose d'un conseil local ad hoc, la Corporation de la Cité de Londres (City of London Corporation). Parmi les 32 arrondissements, on distingue selon leur proximité au centre douze appartenant à l’Inner London (« Londres central ») et vingt à l’Outer London (« Londres périphérique »).
La région du Grand Londres est entourée par les Home Counties de l'Essex et du Hertfordshire dans la région d'Angleterre de l'Est ; du Buckinghamshire, du Berkshire, du Kent et du Surrey dans l'Angleterre du Sud-Est. [réf. nécessaire] Le point culminant est Westerham Heights (245 mètres), à la frontière avec le Kent.
« Grand Londres » est également le nom porté par un comté cérémoniel comprenant l'ensemble de la région moins la Cité de Londres, qui est elle-même un comté cérémoniel. Le Grand Londres est plus étendu que le Londres postal, la zone du Grand Londres où les adresses postales indiquent « Londres ». [réf. souhaitée]

## Statut
Le Grand Londres n'est pas une « city » puisqu'il n'en a pas le statut. Cependant, le district de Westminster est officiellement une cité (au sens anglais), tout comme la City. Le Lord Lieutenant du Grand Londres est responsable de cette région, moins la Cité de Londres ; cette région est la même que le District de la Metropolitan Police. Pour des raisons administratives après l'adoption du Lieutenancies Act en 1997, la région est définie comme un comté.
Le terme Londres se réfère en général au Grand Londres ou à la conurbation dans sa totalité, plutôt qu'à la City, à l'est du centre de Londres. Cette grande petite entité, qui forme le district financier principal, est souvent désignée comme "la City" ou "the Square Mile". Autrefois, la partie urbanisée de Londres était appelée la métropole. Dans l'usage courant, les expressions "Londres" et "Grand Londres" sont interchangeables.
Le Grand Londres est divisé selon des critères différents, en Inner London (Centre) et Outer London (Périphérie). Pour des raisons de planification stratégique, la région est divisée en cinq sous-régions.

## Histoire

### La création

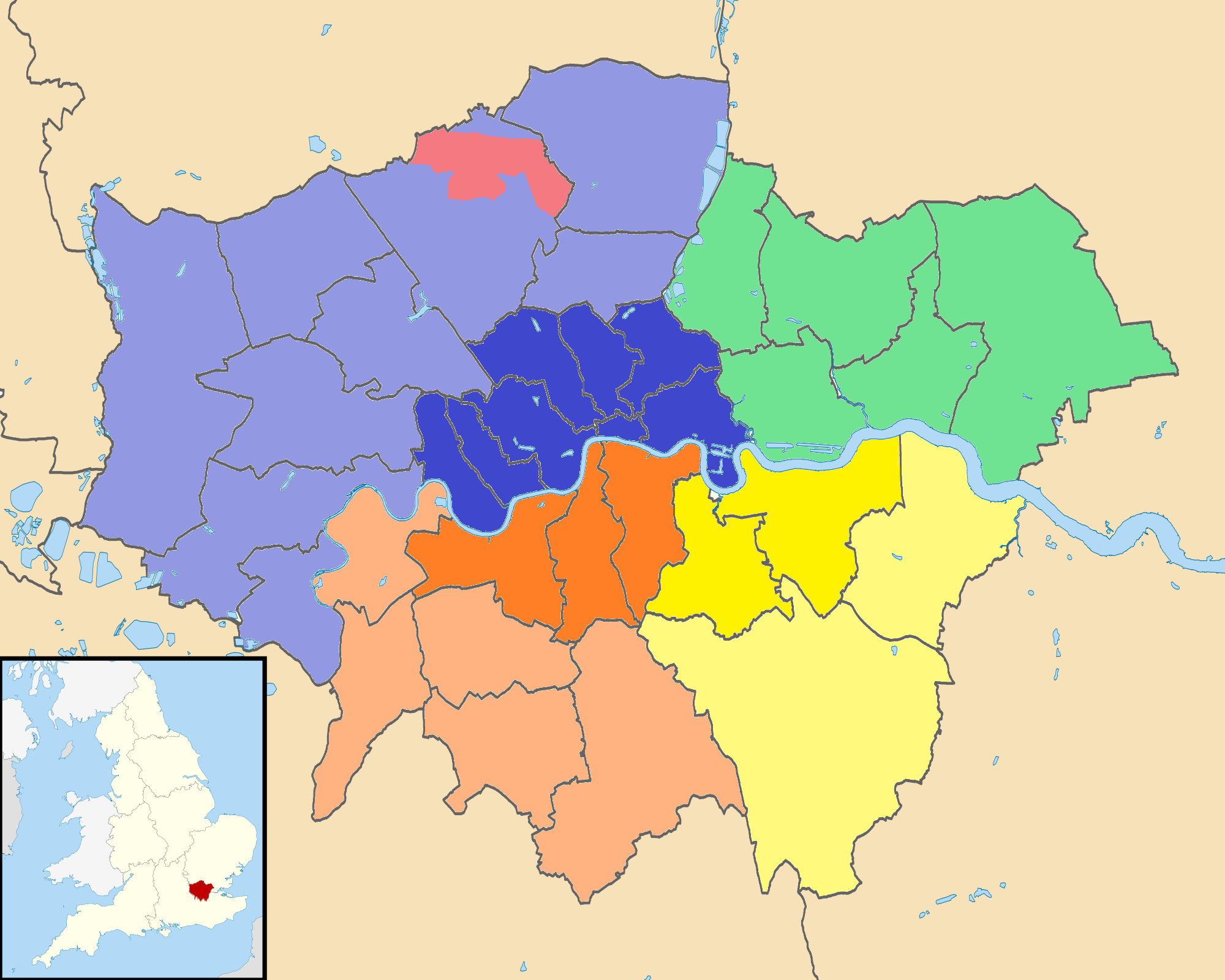
Formation du comté de Londres en 1889 et du Grand Londres en 1965 (en bleu le Middlesex, en orange le Surrey, en jaune le Kent, en vert l'Essex, en rose le Hertfordshire).

Blason du Greater London Council (1965-1986).

À l'origine, bien que le London County Council (LCC - Conseil du comté de Londres) ait été créé en 1889 comme l'autorité londonienne administrant le Comté de Londres, le comté ne recouvrait pas la totalité des surfaces bâties de Londres, particulièrement West Ham et East Ham. De plus, un grand nombre des projets immobiliers du LCC, notamment le domaine de Becontree, ont été bâtis en dehors de ses limites.
Peu après la Première Guerre mondiale, le LCC demanda l'élargissement de ses frontières, soulignant qu'il existait 122 organismes de logement dans les districts métropolitains. Une commission royale fut réunie pour discuter de la question,. Le LCC proposait un nouveau Grand Londres, s'étendant entre le district de la Metropolitan Police et la totalité des Home Counties. Des protestations s'élevèrent quant à la possibilité d'inclure Windsor, Slough et Eton dans l'autorité.
La commission rendit son rapport en 1923, rejetant le projet du LCC. Deux rapports minoritaires se prononçaient en faveur de changements allant plus loin que l'agrégation des petits districts urbains, parmi ceux-ci : l'établissement de conseils dans les petits districts, la création d'une autorité centrale pour les fonctions stratégiques. [Quoi ?]
Le Grand Londres a été créé officiellement par le London Government Act de 1963, qui prit effet le 1er avril 1965, remplaçant les anciens comtés administratifs de Londres et du Middlesex, intégrant la Cité de Londres, qui n'était jusqu'alors pas représentée par le LCC, et absorbant des parties du Kent, du Surrey, de l'Essex, et du Hertfordshire. L’expression "Grand Londres" a été en usage bien avant 1965, surtout pour désigner la zone couverte par le district de la Metropolitan Police ou la zone de transports londoniens (qui avait un rayon de 30 milles à partir de Charing Cross [réf. souhaitée]). En 1958, une zone un peu plus grande que la région actuelle a été définie par le Registrar General comme étant la Conurbation du Grand Londres. [réf. souhaitée]

### Le Conseil du Grand Londres
Le Grand Londres avait à l'origine un système de gouvernement bicéphale, avec le Conseil du Grand Londres (Greater London Council), qui partageait le pouvoir avec la Corporation de Londres (gouvernant la City) et les 32 conseils de districts londoniens. Le Conseil du Grand Londres a été dissous en 1986 par le Local Government Act de 1985. Certaines de ses fonctions ont été transférées à la Corporation et aux districts, d'autres au gouvernement central.

### L'Autorité du Grand Londres
C'est du Grand Londres qu'a été formée la région de Londres en 1994. Un référendum organisé en 1998 a montré la volonté de la population de créer une autorité régionale. L'Autorité du Grand Londres, l'Assemblée de Londres et la fonction de maire de Londres ont été créées en 2000 par le Greater London Authority Act de 1999. Les élections tenues en 2000 et 2004 ont été remportées par Ken Livingstone, qui était à la tête de l'ancien Conseil. Les limites du district de la Metropolitan Police ont été ajustées à celle du Grand Londres en 2000.

## Politique

### Gouvernement régional
Il s'agit de la seule région britannique où existent un maire élu au suffrage direct disposant de larges pouvoirs et une assemblée régionale d'élus. Ces autorités représentent l'Autorité du Grand Londres (Greater London Authority ou "GLA"). Le maire actuel de Londres est Sadiq Khan. Sa responsabilité est exercée devant l'Assemblée de Londres, qui peut uniquement amender le budget annuel par une majorité des deux tiers. Le siège de l'Autorité se trouve à l'hôtel de ville de Londres à Newham. Le maire est responsable de la planification stratégique de Londres et doit produire le Plan londonien.

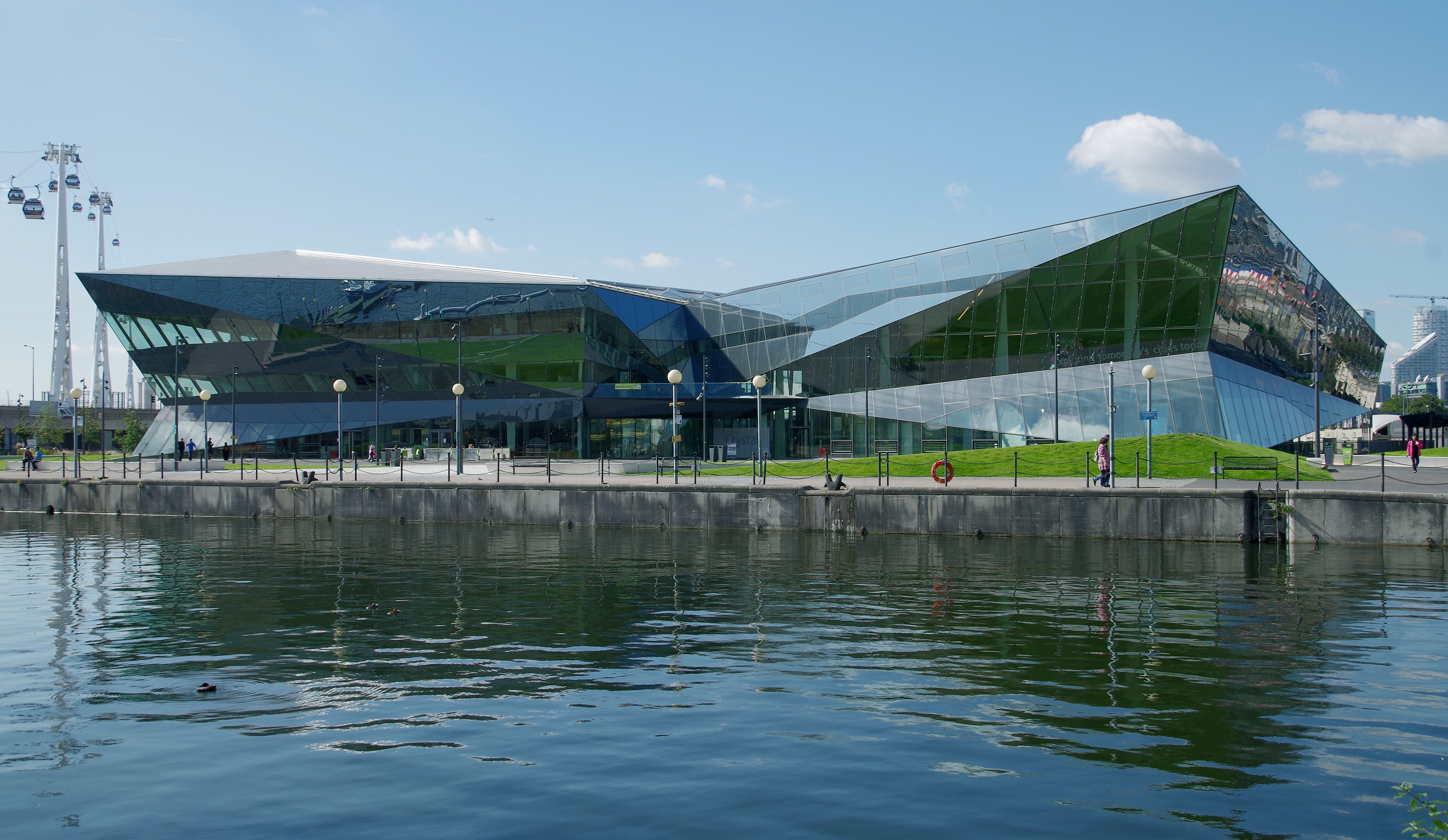
L'hôtel de ville, le siège de l'Autorité du Grand Londres.

### Gouvernement local
Le Grand Londres est divisé en 32 boroughs, chacun gouverné par un conseil de borough. La City, Cité de Londres, dispose d'un gouvernement unique, qui remonte au XIIe siècle. Ils sont souvent considérés comme des autorités unitaires bien que leur nom n'y fasse pas référence. Tous les conseils de boroughs londoniens appartiennent au London Councils. Trois boroughs, Greenwich, Kensington et Chelsea, ainsi que Kingston, portent le titre honorifique de « Borough royal ».

### L'assemblée de Londres
Londres est divisée en 14 circonscriptions électives pour la désignation des élus de l'Assemblée. Chaque circonscription regroupe deux ou trois districts.

### Le parlement britannique
Pour les élections législatives, Londres est répartie en 74 circonscriptions parlementaires. Elles sont composées de bureaux électoraux d'un ou de plusieurs districts.

## Démographie

### Nombre total d'habitants

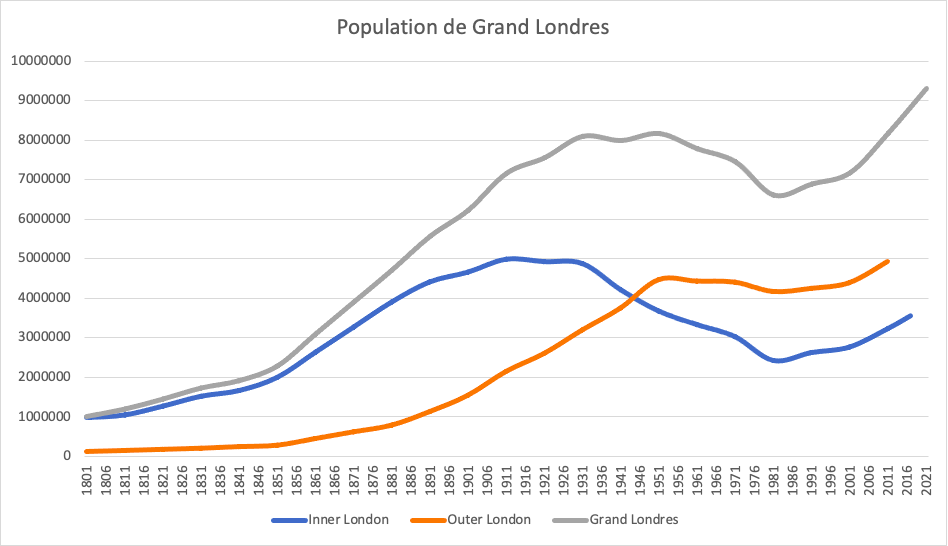
Population du Grand Londres, de 1801 à 2021.

La population du Grand Londres d'aujourd'hui s’élevait à 1,1 million d'habitants en 1801 : 850 000 personnes vivaient dans la zone urbaine de Londres, alors que 250 000 personnes vivaient dans des villes et villages qui ne faisaient pas encore partie de la métropole. La population a augmenté jusqu'à 8,6 millions de personnes en 1939, puis baissé à 6,8 millions vers 1980 avant d'augmenter à nouveau au début des années 1980. La population de 2011 est équivalente à celle de 1951. Évolution de la population d'Inner London, Outer London et du Grand Londres de 1801 à 2011 :
| Année | Inner London | Outer London | Grand Londres |
| ----- | ------------ | ------------ | ------------- |
| 1801  | 879 491      | 131 666      | 1 011 157     |
| 1811  | 1 040 033    | 157 640      | 1 197 673     |
| 1821  | 1 263 975    | 186 147      | 1 450 122     |
| 1831  | 1 515 557    | 214 392      | 1 729 949     |
| 1841  | 1 661 346    | 255 667      | 1 917 013     |
| 1851  | 1 995 846    | 290 763      | 2 286 609     |
| 1861  | 2 634 143    | 460 248      | 3 094 391     |
| 1871  | 3 272 441    | 629 737      | 3 902 178     |
| 1881  | 3 910 735    | 799 225      | 4 709 960     |
| 1891  | 4 422 340    | 1 143 516    | 5 565 856     |
| 1901  | 4 670 177    | 1 556 317    | 6 226 494     |
| 1911  | 4 997 741    | 2 160 134    | 7 157 875     |
| 1921  | 4 936 803    | 2 616 723    | 7 553 526     |
| 1931  | 4 887 932    | 3 211 010    | 8 098 942     |
| 1941  | 4 224 135    | 3 763 801    | 7 987 936     |
| 1951  | 3 680 821    | 4 483 595    | 8 164 416     |
| 1961  | 3 336 557    | 4 444 785    | 7 781 342     |
| 1971  | 3 030 490    | 4 418 694    | 7 449 184     |
| 1981  | 2 425 534    | 4 182 979    | 6 608 513     |
| 1991  | 2 625 245    | 4 262 035    | 6 887 280     |
| 2001  | 2 765 975    | 4 406 061    | 7 172 036     |
| 2011  | 3 231 900    | 4 942 100    | 8 173 900     |

### Composition démographique
Selon les catégories du recensement britannique, Londres était peuplée en 2011 de 59,8 % de « Blancs » (dont 44,9 % de « Britanniques blancs (en) »), 18,4 % d'« Asiatiques ou Britanniques asiatiques », 13,3 % de « Noirs ou Britanniques noirs », 5 % de « Métis » et 3,4 % d'« Autres ». 36,7 % de ses habitants étaient nés à l'étranger, les cinq principaux pays de provenance étant l'Inde, la Pologne, l'Irlande, le Nigeria, le Pakistan. 77,9 % de la population parlait l'anglais en première langue, 1,9 % le polonais, 1,5 % le bengali, 1,3 % le gujarati et 1,1 % le français. 48,4 % des habitants se déclaraient chrétiens, 20,7 % sans religion, 12,4 % musulmans, 8,5 % n'avaient rien déclaré et 5 % hindous. 51,2 % des moins de 25 ans sont d'origine non-européenne. Les minorités ethniques représentent donc 44 % de la population.
| Groupes Ethniques                                                           | 2001      | 2001     | 2011      | 2011     |
| Groupes Ethniques                                                           | Recensés  | %        | Recensés  | %        |
| --------------------------------------------------------------------------- | --------- | -------- | --------- | -------- |
| Blancs : Britanniques                                                       | 4,287,861 | 59,79 %  | 3,669,284 | 44,89 %  |
| Blancs : Irlandais                                                          | 220,488   | 3,07 %   | 175,974   | 2,15 %   |
| Blancs : Gens du voyage                                                     |           |          | 8,196     | 0,10 %   |
| Blancs : Autres                                                             | 594,854   | 8,29 %   | 1,033,981 | 12,65 %  |
| Blancs : Total                                                              | 5,103,203 | 71,15 %  | 4,887,435 | 59,79 %  |
| Asiatiques ou Britanniques Asiatiques : Indiens                             | 436,993   | 6,09 %   | 542,857   | 6,64 %   |
| Asiatiques ou Britanniques Asiatiques : Pakistanais                         | 142,749   | 1,99 %   | 223,797   | 2,74 %   |
| Asiatiques ou Britanniques Asiatiques : Bangladais                          | 153,893   | 2,15 %   | 222,127   | 2,72 %   |
| Asiatiques ou Britanniques Asiatiques : Chinois                             | 80,201    | 1,12 %   | 124,250   | 1,52 %   |
| Asiatiques ou Britanniques Asiatiques : Autres groupes ethniques asiatiques | 133,058   | 1,86 %   | 398,515   | 4,88 %   |
| Asiatiques ou Britanniques Asiatiques : Total                               | 946,894   | 13,20 %  | 1,511,546 | 18,49 %  |
| Noirs ou Britanniques Noirs : Africains                                     | 378,933   | 5,28 %   | 573,931   | 7,02 %   |
| Noirs ou Britanniques Noirs : Noirs des Caraïbes                            | 343,567   | 4,79 %   | 344,597   | 4,22 %   |
| Noirs ou Britanniques Noirs : Autres Noirs                                  | 60,349    | 0,84 %   | 170,112   | 2,08 %   |
| Noirs or Britanniques Noirs : Total                                         | 782,849   | 10,92 %  | 1,088,640 | 13,32 %  |
| Métis : Blancs et Noirs des Caraïbes                                        | 70,928    | 0,99 %   | 119,425   | 1,46 %   |
| Métis : Blancs et Noirs Africains                                           | 34,182    | 0,48 %   | 65,479    | 0,80 %   |
| Métis : Blancs et Asiatiques                                                | 59,944    | 0,84 %   | 101,500   | 1,24 %   |
| Métis : Autres métissages                                                   | 61,057    | 0,85 %   | 118,875   | 1,45 %   |
| Métis : Total                                                               | 226,111   | 3,15 %   | 405,279   | 4,96 %   |
| Autres : Arabes                                                             |           |          | 106,020   | 1,30 %   |
| Autres : tout autre groupe                                                  | 113,034   | 1,58 %   | 175,021   | 2,14 %   |
| Autres : Total                                                              | 113,034   | 1,58 %   | 281,041   | 3,44 %   |
| Total                                                                       | 7,172,091 | 100,00 % | 8,173,941 | 100,00 % |

1. 1 2  Nouvelle catégorie créée lors du recensement de 2011
2. ↑  En 2001, étaient listés dans la colonne 'Autre groupe ethnique Asiatique'.

### Aire urbaine
L'aire métropolitaine de Londres (London Commuter Belt ou London Metropolitan Area) est le nom donné à la zone entièrement bâtie entourant le Grand Londres y compris celle qui administrativement n'en fait pas partie.
Les limites ne sont pas fixées et comme les déplacements sont devenus plus rapides cela devient possible de venir travailler à Londres depuis des zones plus éloignées qu'avant. Le Commuter Belt couvre actuellement la plus grande partie de la région du Sud-Est et une partie de la région de l'Est de l'Angleterre. Il comprend les comtés de Kent, Surrey, Berkshire, Buckinghamshire, Hertfordshire et Essex. D'après le recensement de 2001, l'aire urbaine de Londres avait à cette date une population de 13 945 000 habitants.